# Брукс (окръг, Джорджия)
Вижте пояснителната страница за други значения на Брукс.
Окръг Брукс (на английски: Brooks County) е окръг в щата Джорджия, Съединени американски щати. Площта му е 1290 km², а населението - 16 464 души. Административен център е град Куитмън.